# 임채무
임채무(林采茂, 1949년 9월 2일~)는 대한민국의 배우 겸 사업가이다.
본관은 나주이며, 전라남도 함평군 손불면에서 태어났다. 서울에서 서라벌고등학교 졸업을 거쳐 중앙대학교 연극영화학과에서 학사 학위를 받았다. 신장 172 cm이다. 1968년 뮤지컬 배우와 연극배우 데뷔하였다. 해병대 228기로 제2해병사단에서 사병 복무하고 만기 전역하였다.
1973년 문화방송 공채 6기 탤런트로 정식 배우 생활을 시작했고 《하늘이시여》 등의 TV 드라마에 출연하였다. 한편, 1973년 단역 배우로 활동하던 시절부터 경기도 양주시 장흥면의 땅을 매입하였고, 1991년 놀이동산인 두리랜드를 개장해서 사업을 시작했다.
2000년부터 해병대전우회 중앙회 부총재를 지냈다.
2006년 초 돼지바 CF, 문화방송의 코미디 프로그램 《황금어장》 출연을 통해 코믹 연기를 선보이기도 하였다. 영화 출연을 거절해왔으나, 2007년 코미디 영화 《복면달호》에 연예기획사 사장과 한국방송 시트콤 《못말리는 결혼》에 각각 출연하였다.
아내는 MBC 공채 성우 박인숙이다. 2009년 본인의 모든 부동산과 사업체(두리랜드)를 부인명의로 양도하였다.  두리랜드 운영 중, 입장료 8,000원을 내지 못해 울고 있던 아이와 부모를 본 후, 매표소를 철거하라고 지시하여, 현재는 무료로 운영하고 있다. (KBS2 사장님 귀는 당나귀 귀 출연 중 밝힘.) 2015년 6월 아내 박인숙과 사별하였다. 2016년 김소연과 재혼하였다.

## 출연작

### 드라마
- 1973년 MBC 수사드라마 《수사반장》
- 1973년 MBC 화요연속극 《밤길》
- 1973년 MBC 반공드라마 《113 수사본부》
- 1975년 MBC 청소년드라마 《제3교실》
- 1976년 MBC 일일연속사극 《예성강》
- 1976년 MBC 어린이연속극 《철이의 모험》
- 1976년 MBC 일일연속사극 《거상 임상옥》
- 1976년 MBC 창사특집극 《쇠랑산 처녀》
- 1976년 MBC 어린이연속극 《달려라 삼총사》
- 1976년 MBC 일일연속극 《꽃사슴》
- 1977년 MBC 어린이연속극 《특파원 001》
- 1977년 MBC 일일연속사극 《옥녀》
- 1978년 MBC 어린이연속극 《X 수색대》
- 1978년 MBC 어린이연속극 《범바윗골의 비밀》
- 1978년 MBC 어린이연속극 《우주탐험대》 ... 샤리 역
- 1979년 MBC 주말연속극 《엄마, 아빠 좋아》
- 1979년 MBC 6.25특집극 《최후의 증인》
- 1979년 MBC 어린이연속극 《무지개 타는 아이들》
- 1979년 MBC 일일연속사극 《안국동 아씨》 ... 정조 역
- 1980년 MBC 주초연속극 《백년손님》
- 1980년 MBC 농촌드라마 《전원일기》 ... 둘째 딸 남편 역
- 1981년 MBC 일일연속극 《나리집》
- 1981년 MBC 주말연속극 《안녕하세요》 ... 방송국 조연출 역
- 1981년 MBC 대하드라마 《제1공화국》 ... 니시히로 다다오, 김장흥 역
- 1981년 MBC 아침연속극 《포옹》
- 1983년 MBC 일일연속극 《다녀왔읍니다》
- 1983년 MBC 반공드라마 《3840 유격대》
- 1984년 MBC 3.1절특집극 《조선총독부》
- 1984년 MBC 주말연속극 《사랑과 진실》... 박형섭 역
- 1984년 MBC 대하드라마 《조선왕조 오백년 - 설중매》 ... 성삼문 역
- 1985년 MBC 금요연속극 《아빠 우리아빠》 ... 김남수 역
- 1985년 MBC 대하드라마 《조선왕조 오백년 - 임진왜란》 ... 강항 역
- 1986년 MBC 수목연속극 《겨울꽃》 ... 준수 역
- 1988년~1992년 MBC 일요아침드라마 《한지붕 세가족》 ... 현주 부, 임 차장 역
- 1988년 MBC 주말연속극 《내일 잊으리》 ... 이성현 역
- 1989년 MBC 미니시리즈 - 거인 ... 지원식 역
- 1990년 MBC 수목드라마 - 사랑의 종말 ... 김민주 역
- 1990년 MBC 대하드라마 《조선왕조 오백년 - 대원군》 ... 조병식 역
- 1991년 MBC 아침드라마 《또 하나의 행복》 ... 이상우 역
- 1992년 MBC 미니시리즈 《분노의 왕국》 ... 이만도 역
- 1992년 KBS2 납량특집드라마 《아버지의 바이올린》 ... 인수 역
- 1992년 SBS 수목드라마 《사랑하는 당신》 ... 공영진 역
- 1993년 KBS2 아침드라마 《서른한살의 반란》 ... 경태 역
- 1993년 SBS 월화드라마 《결혼》 ... 용식 역
- 1993년 SBS 월화드라마 《테마 시리즈 - 아버지》
- 1994년 KBS2 아침드라마 《창 밖에 부는 바람》 ... 효일 역
- 1995년 MBC 대하드라마 《제4공화국》 ... 이후락 역
- 1996년 KBS1 아침드라마 《은하수》 ... 아버지 역
- 1997년 KBS1 설날특집극 《형제》 ... 경식 역
- 1997년 KBS1 아침드라마 《초원의 빛》 ... 규남 역
- 1998년 KBS1 일일연속극 《살다보면》 ... 사빈 역
- 1998년 MBC 특별기획드라마 《삼김시대》 ... 노태우 역
- 1999년 KBS2 아침드라마 《만남》 ... 현대영 역
- 1999년 SBS 창사특집극 《아들아 너는 아느냐》 ... 흉부외과 의사 역
- 2000년 MBC 미니시리즈 《나쁜 친구들》 ... 하평웅 역
- 2000년 KBS2 대하드라마 《천둥소리》 ... 허균의 이복형, 허성 역
- 2000년 SBS 창사특집극 《은사시나무》
- 2001년 MBC 아침드라마 《내 마음의 보석상자》 ... 윤지섭 역
- 2001년 KBS2 미니시리즈 《인생은 아름다워》
- 2001년 KBS2 주말연속극 《동양극장》 ... 이경환 역
- 2002년 KBS2 주말연속극 《내사랑 누굴까》 ... 김덕진 역
- 2002년 MBC 미니시리즈 《네 멋대로 해라》 ... 김무영 역
- 2003년 SBS 아침드라마 《당신 곁으로》 ... 정아 부 역
- 2003년 KBS2 주말연속극 《보디가드》 ... 대통령, 정원익 역
- 2003년 SBS 주말특별기획 《천년지애》 ... 엄 박사 역
- 2004년 SBS 창사특집극 《홍소장의 가을》 ... 상준 역
- 2004년 SBS 주말극장 《작은 아씨들》 ... 정대묵 역
- 2004년 MBC 대하드라마 《영웅시대》 ... 장년 국철규 역
- 2005년 KBS1 아침드라마 《바람꽃》 ... 신대출 역
- 2005년 SBS 드라마스페셜 《사랑은 기적이 필요해》
- 2005년 SBS 주말극장 《하늘이시여》 ... 이홍파 역
- 2006년 SBS 드라마스페셜 《스마일 어게인》 ... 오중만 역
- 2007년 SBS 미니시리즈 《사랑하는 사람아》 ... 박강배 역
- 2007년 KBS2 일일시트콤 《못말리는 결혼》 ... 구국 역
- 2007년 MBC 아침드라마 《내곁에 있어》 ... 민용기 역
- 2007년 SBS 주말극장 《황금신부》 ... 김성일 역
- 2008년 MBC 아침드라마 《흔들리지마》 ... 이용대 역
- 2008년 MBC 주말연속극 《내 인생의 황금기》 ... 유인석 역
- 2009년 MBC 미니시리즈 《맨땅에 헤딩》 ... 해빈 부, 강성일 역
- 2009년 MBC 일일연속극 《살맛 납니다》 ... 장인식 역
- 2010년 KBS1 일일연속극 《웃어라 동해야》 ... 이강재 역
- 2011년 MBC 아침드라마 《위험한 여자》 ... 강주혁 역
- 2011년 SBS 미니시리즈 《천일의 약속》 ... 박창주 역
- 2012년 SBS 주말극장 《맛있는 인생》 ... 장신조 역
- 2012년~2013년 SBS 일일연속극 《가족의 탄생》 ... 마진철 역
- 2014년 KBS2 일일연속극 《뻐꾸기 둥지》 ... 백철 역
- 2014년 MBC 일일특별기획 《압구정 백야》 ... 장추장 역
- 2016년 SBS 일일연속극 《당신은 선물》 ... 마동식 역
- 2016년 KBS1 일일연속극 《빛나라 은수》 ... 윤범규 역
- 2017년 SBS 아침연속극 《해피시스터즈》 ... 이성필 역
- 2018년 SBS 아침연속극 《강남 스캔들》 ... 최진복 역
- 2019년 KBS2 화요드라마 《회사 가기 싫어》 ... 한다스 사장 역 (특별출연)
- 2019년 SBS 아침연속극 《맛 좀 보실래요》 ... 이백수 역
- 2021년 tvN 토일드라마 《빈센조》 ... 무무랜드 사장 역 (특별출연)
- 2024년 KBS2 수목드라마 《개소리》 … 임채무 역

### 영화
- 2006년 《파이스토리 바다의 심판》 ... 네리사 역(목소리)
- 2007년 《복면달호》 ... 장사장, 장준 역
- 2007년 《못말리는 결혼》 ... 박지만 역
- 2010년 《대한민국 1%》 ... 해병대 사령관 역

### 연극
- 《전화》 ... 이 주사 역
- 《알마비바 백작》 ... 카를로 황제 역
- 《라만차의 기사 돈키호테》 ... 후안 황제 역

### 뮤지컬
- 《피가로의 결혼》

### 교양
- TV CHOSUN 《식객 허영만의 백반기행》 게스트 (230회, 231회)

### CF
- 1985년 삼성전자 삼성 엑설런트
- 1985년 농심 (심순애, 안성탕면)
- 1985년 전주 서독안경센타
- 1986년~1987년 대우 하이파이브
- 1986년 광동제약 생록수 (Feat. 변희봉)
- 1986년 롯데제과 조안나 골드
- 1987년 보령제약 겔포스
- 1987년 LG생활건강 에티켓 양치액
- 1987년 교육문화원 IQ 2000
- 1988년 오뚜기 진라면 ("MBC 드라마 - 한지붕 세가족" 팀으로 출연)
- 1988년 태창 빅맨
- 1988년 한국와이어스 마터나
- 1988년 CJ헬스케어 바이쓰리 이신재와 함께
- 1988년 제일약품 노엘에스 ("MBC 드라마 - 한지붕 세가족" 팀으로 출연)(Feat.윤미라)
- 1989년 한국전력공사 심야전력 에너지홍보
- 1989년 유한양행 맥생 ("MBC 드라마 - 한지붕 세가족" 팀으로 출연)(Feat.윤미라)
- 1989년 유창 엔지니어링 유창 3F 가스보일러 ("MBC 드라마 - 한지붕 세가족" 팀으로 출연)
- 1989년 웅진출판 웅진 아이큐 ("MBC 드라마 - 한지붕 세가족" 팀으로 출연)
- 1990년 경남제약 그렌트 ("MBC 드라마 - 한지붕 세가족" 팀으로 출연)(Feat.윤미라)
- 1990년 CJ제일제당 홍삼원 ("MBC 드라마 - 한지붕 세가족" 팀으로 출연)
- 1991년~1994년 일양약품 영비천
- 1992년 한국냉장 한냉햄
- 1995년 비오 씨디*큐
- 2006년 롯데제과 돼지바 (2002년 한일월드컵 비론 모레노 심판 역)
- 2015년 남문장례식장
- 2017년 롯데렌터카 신차장 대 차사장 편 (With 신동엽)
- 2018년 현대자동차 우리동네 기프트카

## 음반
- 1995년 열린 음악 2 (오리지날 히트가요 모음 2)
- 1985년 임채무 1집
- 1986년 임채무 2집
- 1993년 1집 카페연가
- 1993년 2집 카페연가
- 1993년 3집 카페연가
- 2001년 임채무(아침에 당신/당신이여)
- 2002년 아침에 당신/당신이여!
- 2002년 임채무
- 2015년 천생연분
- 2016년 임채무의 가요극장
- 2016년 내 모든 것을 주님께
- 2018년 당신을 위한 두 번째 노래
- 2018년 99 88 내 인생

## 수상
- 1984년 MBC 연기대상 남자 우수연기상 《사랑과 진실》
- 1985년 MBC 연기대상 남자 최우수연기상 《사랑과 진실》, 《아빠 우리 아빠》
- 1995년 한국연예협회선정 선행연예인 문화체육부장관 표창장
- 2001년 한국연예협회선정 선행연예인 국무총리 표창장
- 2004년 한국연예협회선정 선행연예인 대통령 표창장
- 2006년 대한민국 광고대상 모델상
- 2006년 MBC 방송연예대상 특별상
- 2007년 SBS 연기대상 연속극부문 남자 연기상 《황금신부》
- 2010년 MBC 연기대상 중견배우 부문 황금연기상 《살맛 납니다》

## 가족
- 부모: 임봉택(아버지), 김은례(어머니)
- 배우자: 전 부인 박인숙(2015년 사별), 현 부인 김소연
- 자녀: 1남 1녀